# Transifex
Transifex és una plataforma web de traducció. Gestiona projectes tècnics amb actualitzacions freqüents, com programari, documentació i webs, i promou l'automatització dels fluxos de localització de continguts.
Transifex és ofert com a programari com a servei i presenta plans comercials. Fins al 2013 oferia serveis gratuïts i comptes lliures per a la localització de projectes de codi obert, data en què es va deixar de donar el servei. Transifex és actualment un programari propietari.

## Usos destacats
- Creative Commons.
- Django I Django-cms[3]
- Dolibarr ERP & CRM
- Eventbrite.
- Fedora.
- Mercurial I Bitbucket.
- GlobaLeaks.
- MeeGo.[4]
- OpenStack.
- Pinterest.[5]
- reddit.[6]
- Scratch.
- Xfce.[7]